# Герб Острова
Герб Острова Псковской области Российской Федерации.
Герб утверждён постановлением Островского районного Собрания депутатов № 18 от 27 июня 2002 года.
Герб внесён в Государственный геральдический регистр Российской Федерации под регистрационным номером 1005.
В 2002—2021 годах одновременно являлся и гербом Островского района, после принятия решения Собрания депутатов Островского района № 276 от 25 января 2021 года у района появился новый герб.

## Описание герба
«В лазоревом (синем, голубом) поле над таковой же оконечностью серебряный город (без стены) с церковными колокольнями о золотых главах по сторонам; и поверх всего растущие на зелёном острове с золотыми откосами три дуба с черными стволами и зелёными кронами».
Герб может воспроизводиться в двух равнодопустимых версиях: без вольной части; с левой вольной частью — четырёхугольником, примыкающим изнутри к левому* верхнему краю герба муниципального образования «город Остров и Островский район» с воспроизведёнными в нём фигурами герба Псковской области. Версия герба с вольной частью применяется после внесения герба Псковской области в Государственный геральдический регистр Российской Федерации и соответствующего законодательного закрепления порядка включения в гербы муниципальных образований Псковской области вольной части с изображением герба Псковской области.

## Обоснование символики
За основу герба взят исторический герб уездного города Остров Псковской губернии псковского Наместничества , Высочайше утверждённый 28 мая 1781 года, подлинное описание которого гласит: «Въ верхней части щита гербъ Псковскій. Въ нижней островъ среди рѣки и на немъ три дуба въ голубом полѣ, означающій имя сего города».
Впервые Остров упоминается в 1342 г. как каменная крепость на южной границе Псковской земли, что показано в гербе серебряным городом.
Главными фигурами в гербе являются зелёный остров, делая герб «гласным».
Серебро в геральдике — символ чистоты, благородства, мира, взаимосотрудничества.
Дуб означает силу, защиту, долговечность, мужество, верность. Ствол — воплощение силы и могущества, зелёная крона является символом плодородия. Три дуба символизируют братство, согласие, творческую силу, рост, движение вперёд.
Зелёный цвет символ изобилия, жизни и возрождения.
Чёрный цвет символизирует благоразумие, мудрость, скромность, честность и вечность бытия.
Золото в геральдике символизирует прочность, величие, интеллект, великодушие, богатство.
Лазоревый цвет дополняет символику герба и аллегорически показывает географическое расположение района живописных берегах реки Великая.
Голубой цвет в геральдике — символ красоты, чести, славы, преданности, истины, добродетели и чистого неба.

## История герба города Остров

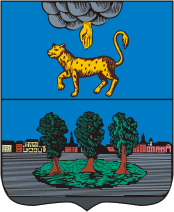
Герб Острова (1781 год)

Исторический герб Острова был Высочайше утверждён 28 мая 1781 года императрицей Екатериной II вместе с другими гербами городов Псковского наместничества. (ПСЗРИ, 1781, Закон № 15162).
В 1861 году, в период геральдической реформы Кёне, был разработан проект нового герба уездного города Острова Псковской губернии (официально не утверждён):"«В лазоревом щите серебряный ромб, обремененный 3 зелеными дубами: 1 и 2. В вольной части герб Псковской губернии. Щит увенчан серебряной стенчатой короной и окружён золотыми колосьями, соединёнными Александровской лентой».
В советский период исторический герб города Остров (1781 года) не использовался.
Ныне действующий герб города был разработан при содействии Союза геральдистов России.
Авторы реконструкции исторического герба Острова: Константин Мочёнов (Химки), Михаил Медведев (Санкт-Петербург); обоснование символики — Галина Туник (Москва); художник — Роберт Маланичев (Москва); компьютерный дизайн — Сергей Исаев (Москва).